# Minnesota United FC (NASL)
El Minnesota United Football Club va ser un club de futbol de Minneapolis, Minnesota, Estats Units, que jugava a la NASL, la segona divisió de futbol del país.

## Història
Va ser fundat el 5 de febrer de l'any 2010 a la ciutat de Minneapolis-Saint Paul amb el nom NSC Minnesota Stars i van prendre el lloc del Minnesota Thunder, el qual va haver d'abandonar la lliga per problemes financers, encara que el club encara no ha desaparegut, està a prop de la ruïna financera.
L'equip va jugar el seu primer partit oficial l'11 d'abril de 2010, una derrota per 2-0 davant el Vancouver Whitecaps. El primer gol en la història de l'equip va ser marcat per Daniel Wasson en el seu primer partit, una victòria per 1-0 sobre els Carolina Railhawks. Van gaudir d'algunes victòries impressionants en la seva temporada de debut, incloent una victòria per 3-1 sobre el Crystal Palace Baltimore, una victòria per 3-0 sobre l'AC St. Louis, i una victòria per 3-1 sobre el FC Tampa Bay, finalitzant quart en la seva conferència. Desafortunadament per a l'equip, van ser eliminats dels playoffs en la fase de quarts de final, per 4-0 en el global davant els Carolina Railhawks, després que el defensor Andrés Arango va rebre una targeta vermella després de només 38 minuts. Simone Bracalello i Brian Cvilikas van ser els màxims golejadors de l'equip el 2010, amb 5 gols cadascun. L'equip va tenir una assistència de 1.374 per partit, la qual cosa va ser 10è dels 12 equips de la lliga.
El club va anunciar que per a la temporada 2011 l'equip ja no seria propietat de la National Sports Center, sinó de la North American Soccer League. La Federació de Futbol dels Estats Units va crear normes de propietat on l'amo ha de tenir un patrimoni net d'almenys $20 milions i el Centre Nacional d'Esports no va complir amb això. La NASL es va comprometre a ser propietari de l'equip durant tres anys. L'equip va establir un pressupost de $2.000.000 amb base en l'assistència de mitjana de 1.000 afeccionats per partit.
El 5 de juny, l'equip estava en segon lloc, però una ratxa de quatre derrotes consecutives com a part d'un tram de 0-6-1 va enviar a l'equip en una crisi abans d'acabar amb el sisè i últim lloc en els playoffs. Els Stars van derrotar els Tampa Bay Rowdies per 1-0 en els quarts de final abans de derrotar el primer classificat Carolina Railhawks per penals després que la sèrie va acabar 4-4 en el global. Una victòria a casa per 3-1 va ser suficient per guanyar el campionat de la NASL, després que el partit de tornada va acabar en empat 0-0. L'equip va tenir una assistència mitjana al voltant de 1.700 afeccionats durant la temporada, però va atreure 2.500 per a les semifinals dels playoffs i 4.511 per al partit d'anada final.
El 9 de gener de 2012, el club va anunciar un nou logotip, així com un nou nom. La porció NSC del nom, que havia portat a la confusió, es va deixar caure amb el nou nom de Minnesota Stars FC. El nou logotip es va revelar amb la paraula 'NSC' retirada i se li va afegir el lema de l'estat (L'Étoile du Nord). L'equip va continuar la cerca d'un nou propietari en la temporada baixa i va obrir la temporada 2012 amb un empat 0-0 davant els Carolina Railhawks en el Metrodome davant d'una multitud de 8.693 espectadors.
El 9 de novembre de 2012, la lliga va anunciar oficialment que l'equip va ser comprat per Bill McGuire. El 5 de març de 2013, que va ser seguit pel canvi de nom de l'equip, amb el nom actual de Minnesota United FC.

### Major League Soccer (MLS)
El 25 de març de 2015 la Major League Soccer va anunciar al Minnesota United FC com la seva nova franquícia d'expansió, i que formaria part de la seva lliga a partir de la temporada 2017.

## Rivalitats
Durant el transcurs de la temporada 2011 de la NASL es va formar una rivalitat entre els llavors Minnesota Stars i el FC Edmonton conegut com la Flyover Cup. El nom va ser triat per Edmonton i Minnesota en mentir en les trajectòries de vol per a vols transcontinentals, però sovint passat per alt pels turistes. El símbol de la copa és un brivall, en ser una au nacional no oficial del Canadà, així com l'ocell de l'estat de Minnesota.

## Palmarès
- North American Soccer League: 1
- Soccer Bowl: 2011
- Spring Championship: 2014
- Woosnam Cup (Temporada Regular): 2014